# Маджнун

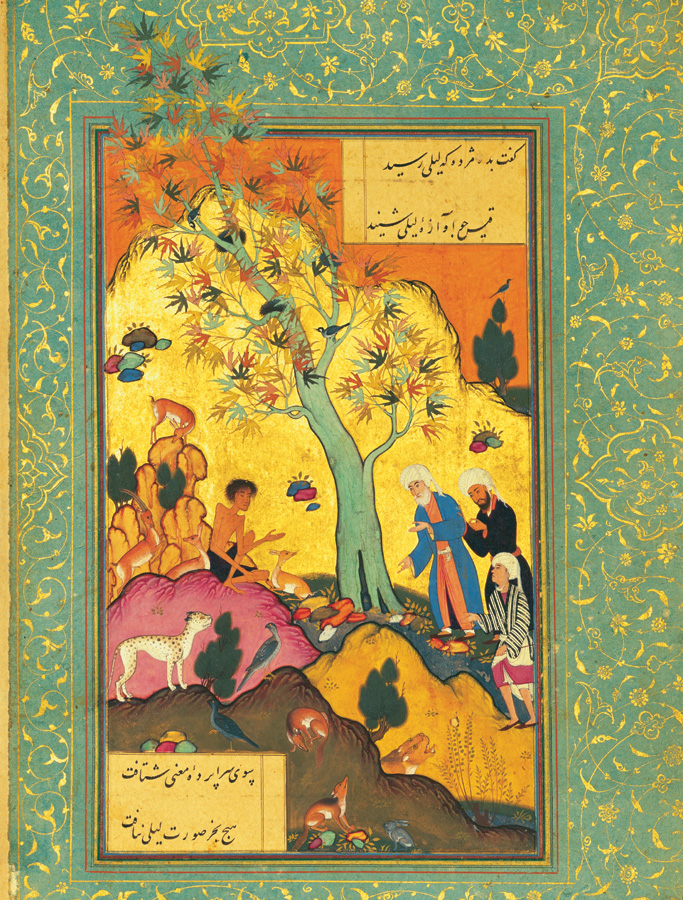

Маджну́н (араб. مجنون‎ —  безумный, одержимый джинном‎), настоящее имя Кайс ибн аль-Мулаввах (араб. قيس بن الملوح‎; 645, Аравия —688, Аравия) — прозвище полулегендарного арабского поэта из племени бану амир. Маджнун прославился своей преданной любовью к соплеменнице Лейли, которую её отец выдал за другого. Несчастный поэт удалился в пустыню, где сочинял стихи в честь возлюбленной. Прозаическая повесть о Лейли и Маджнуне вдохновила многих поэтов и прозаиков Востока (см. Лейли и Маджнун).

Если на мою могилу не польются слёзы милой,
То моя могила будет самой нищею могилой.
Если я утешусь, если обрету успокоенье, -
Успокоюсь не от счастья, а от горечи постылой.

Если Лейлу я забуду, если буду стойким, сильным -
Назовут ли бедность духа люди стойкостью и силой?— Перевод С. Липкина

### Издания
- Маджнун // Арабская поэзия средних веков / Пер. С. И. Липкина; сост. И. М. Фильштинский. — М.: Художественная литература, 1975. — С. 143—182. — 768 с. — (Библиотека всемирной литературы). — 303 000 экз.
- Маджнун. Стихи о Лейле / Пер. Е. Елисеева. — М.: Художественная литература, 1984. — 158 с. — 25 000 экз.
- Маджнун // Поэты Востока / Пер. М. А. Курганцева. — М.: Наука (ГРВЛ), 1987. — 334 с. — 10 000 экз.

### Биографии и исследования
- Фотиева В. С. Материалы о лирических поэтах омейадского периода (поэты-бедуины), в сборнике: Вопросы истории и литературы стран Зарубежного Востока. — М., 1960.
- Фильштинский И. М. Арабская классическая литература. — М., 1965.
- Маджнун — статья из Большой советской энциклопедии.